# Pelagio Antonio de Labastida
Pelagio Antonio de Labastida y Dávalos (Zamora, Michoacán, 21 de março de 1816 – Yautepec, 4 de Fevereiro de 1891) foi um prelado católico, advogado e doutor em direito canónico e político mexicano. Fez parte da Regência Imperial que convidou Maximiliano de Habsburgo a ocupar o trono do México.

## Carreira eclesiástica
Ingressou no Seminário Conciliar de Morelia em 1830, onde mais tarde seria professor e director. Entre os seus colegas no seminário encontravam-se Clemente Murguía, futuro arcebispo da Cidade do México e Melchor Ocampo, futuro Ministro de Relações Exteriores da República.
Labastida foi ordenado sacerdote em 1839. Em breve ficou conhecido como orador conservador, pregando contra todas as ideias liberais e socialistas bem como contra as maçónicas. Em 1854 foi cónego em Morelia. Desde o púlpito opunha-se às doutrinas liberais de Melchor Ocampo e de Miguel Lerdo de Tejada, descrevendo-as como herécticas. Após o triunfo dos conservadores foi consagrado como bispo de Puebla em julho de 1855.
Em Dezembro desse mesmo ano, utilizou fundos da diocese para apoiar a rebelião de Antonio Haro y Tamariz, pois o governo federal havia ordenado a venda de algumas propriedades da diocese.
Com o regresso dos liberais ao poder em 1857, Labastida exilou-se na Europa, onde conspirou contra o governo liberal. Porém, os conservadores estavam de volta ao poder em 1859, sob a liderança de Miguel Miramón, que o chamou de regresso ao México.
Mais tarde exilar-se-ia de novo na Europa. Em 1862 visitou Maximiliano de Habsburgo em Trieste. No início do ano seguinte, deslocou-se à Itália para encontrar-se com o Papa Pio IX. Em 18 de março de 1863 o papa nomeou-o arcebispo da Cidade do México.

## A intervenção francesa
Os franceses invadiram o México em 1862. O general Forey entrou na capital em 10 de Junho de 1863 e convocou um Conselho de Notáveis para discutir a fundação de um império. Existia acordo sobre o império, mas desacordo sobre quem deveria receber a coroa imperial. Foi Labastida quem propôs Maximiliano de Habsburgo, proposta esta adoptada por aclamação.
Em 21 de Junho de 1863, juntamente com Juan Nepomuceno Almonte e José Mariano de Salas, Labastida foi nomeado pelo Conselho de Notáveis para fazer parte da Regência do Império (até à chegada de Maximiliano). Este triunvirato enviou uma comissão à Europa para oferecer a coroa a Maximiliano.
Labastida foi removido da Regência em 17 de Novembro de 1863, devido a diferenças com François Achille Bazaine, então comandante das tropas francesas no México. Bazaine pretendia aplicar o programa napoleónico sobre a propriedade eclesiástica, ao que Labastida se opunha. Foi substituído por Juan Bautista de Ormachea, bispo de Tulancingo.
De igual forma, a sua relação com Maximiliano deteriorou-se, quando este último proclamou a liberdade religiosa no México.
Com o fim do império e o triunfo da república em 1867, Labastida regressou à Europa de forma mais ou menos permanente, ainda que sem renunciar à sua posição de líder da Igreja Católica no México. Foi nessa qualidade que atendeu ao Primeiro Concílio do Vaticano em 1869-70. Em 1871 o presidente Benito Juárez permitiu o seu regresso ao México.